# 赫布登布里奇
赫布登布里奇（Hebden Bridge）是英格蘭西約克郡的一個城鎮，位於哈利法克斯以西8英里（13）。2004年赫布登布里奇所在卡爾德谷有人口11,549人，其中赫布登布里奇人口約有4,500人。

## 友好城市
- 法國 泰努瓦斯河畔圣波勒